# Vensikkelmos
Vensikkelmos (Warnstorfia fluitans) is een soort mos uit het geslacht Warnstorfia.

## Ecologie
Vensikkelmos groeit op natte tot vochtige, zure standplaatsen. Vaak is ze te vinden in en langs vennen, hoogveenmoerassen en natte heiden. Doorgaans komt de soort voor in ombrotrofe milieus, maar sinds de 20e eeuw ook in verscheidene andere natte milieus die zijn verzuurd. 

### Syntaxonomie
Vensikkelmos staat te boek als zwakke kensoort voor de klasse van hoogveenslenken (Scheuchzerietea).